# Zillisheim
Zillisheim is een gemeente in het Franse departement Haut-Rhin in de regio Grand Est.
De gemeente maakt deel uit van het arrondissement Mulhouse en sinds 22 maart 2015, toen het kanton Mulhouse-Sud waar Zillisheim deel van uitmaakte werd opgeheven, van het kanton Brunstatt, dat sinds 2021 kanton Brunstatt-Didenheim heet.De gemeente telde 2.509 inwoners op 1 januari 2022.

## Geografie
De oppervlakte van Zillisheim bedraagt 8,22 vierkante kilometer; Op 1 januari 2022 was de bevolkingsdichtheid 305,2 inwoners per km².

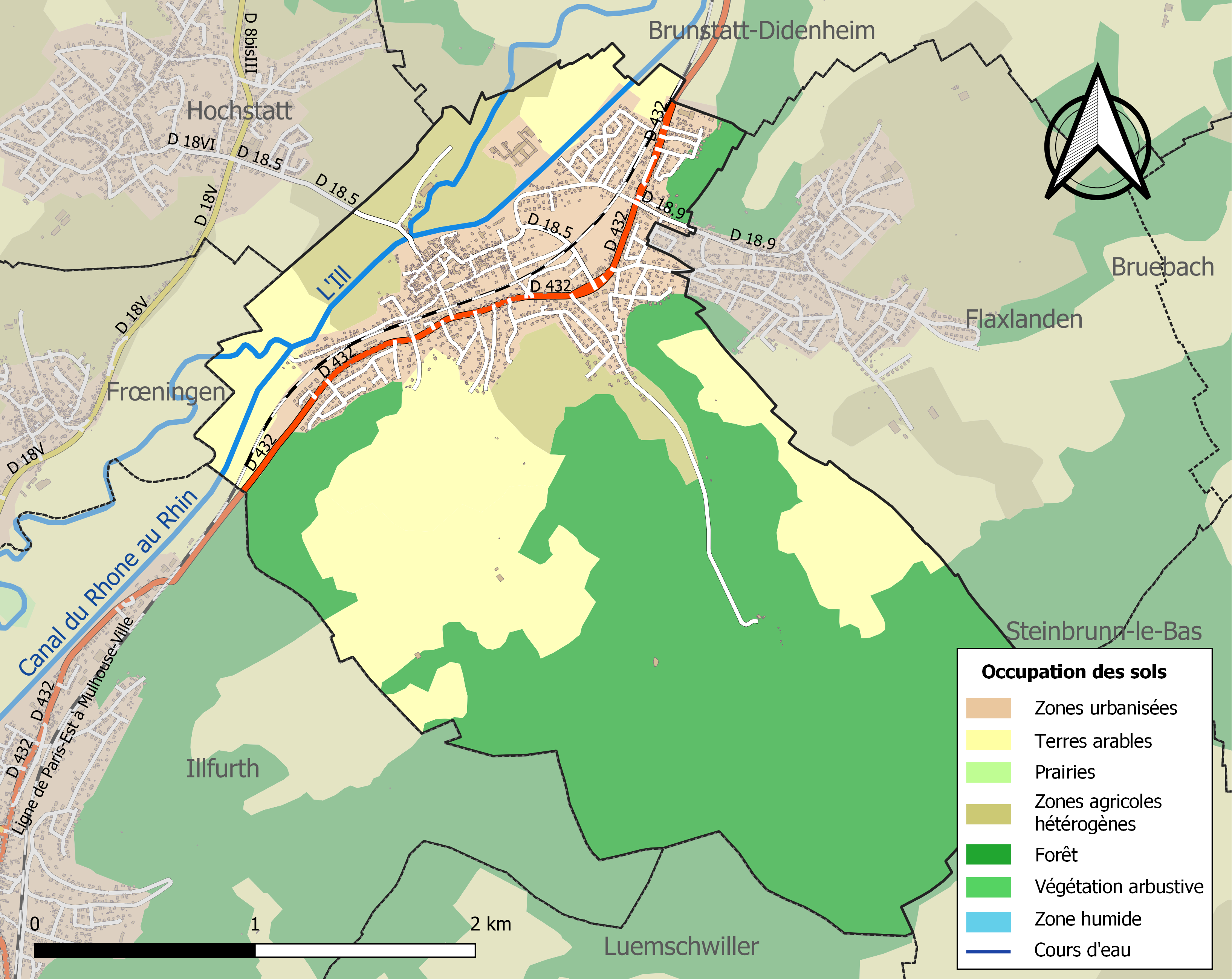
Kaart van de gemeente met de belangrijkste infrastructuur, bodemgebruik en omliggende gemeenten

## Demografie
Onderstaande figuur toont het verloop van het inwonertal.

## Verkeer en vervoer
In het centrum van de gemeente staat het spoorwegstation Zillisheim. In het noorden van de gemeente, nabij buurgemeente Flaxlanden, staat het spoorwegstation Flaxlanden.